# Victor Balcks väg

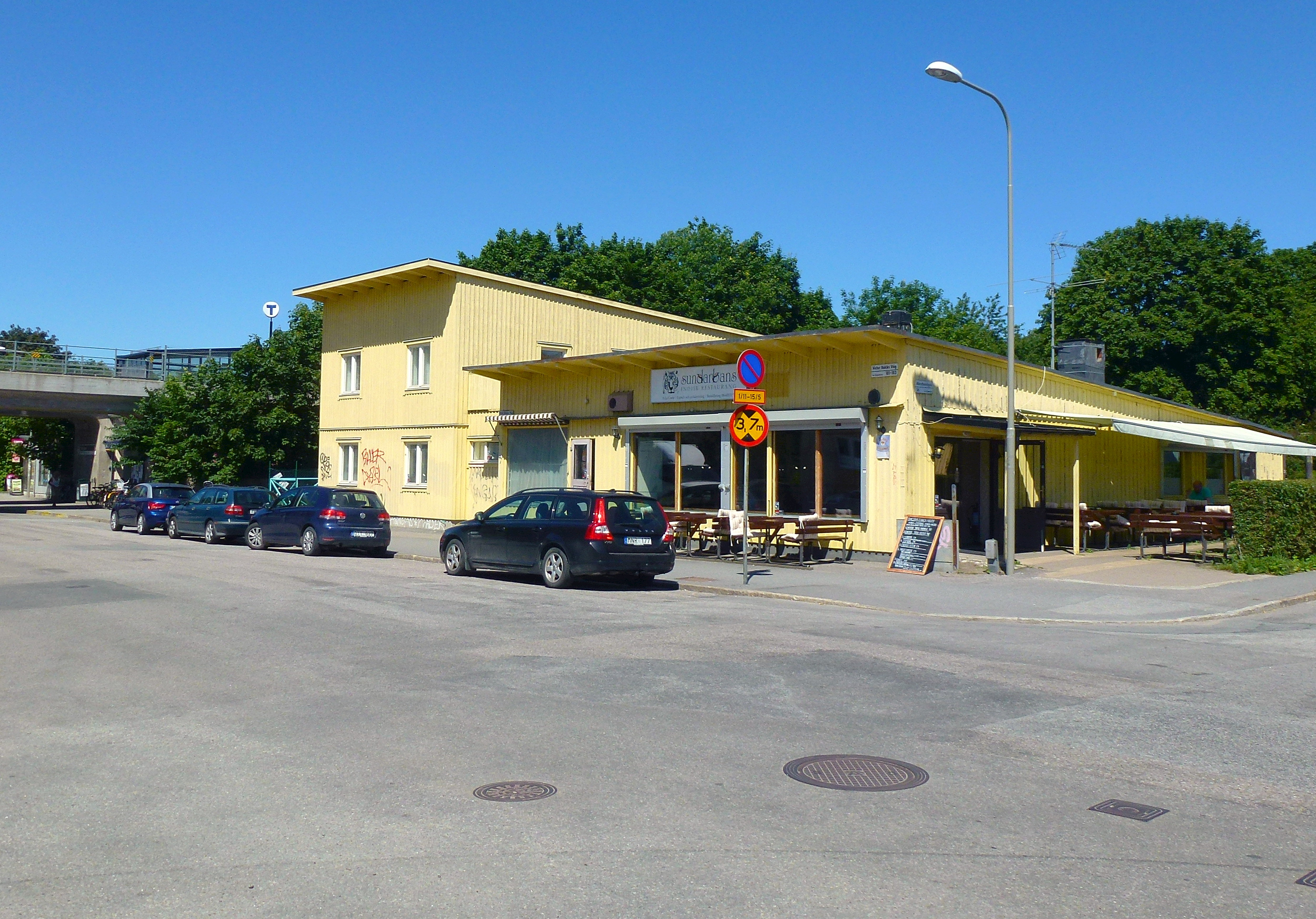
Victor Balcks väg mot norr vid kvarteret Gymnasten, arkitekt Eskil Sundahl.

Victor Balcks väg är en lokalgata i stadsdelen Tallkrogen i Söderort inom Stockholms kommun. Vägen är uppkallad efter ”svenska idrottens fader” Victor Balck.

## Historik

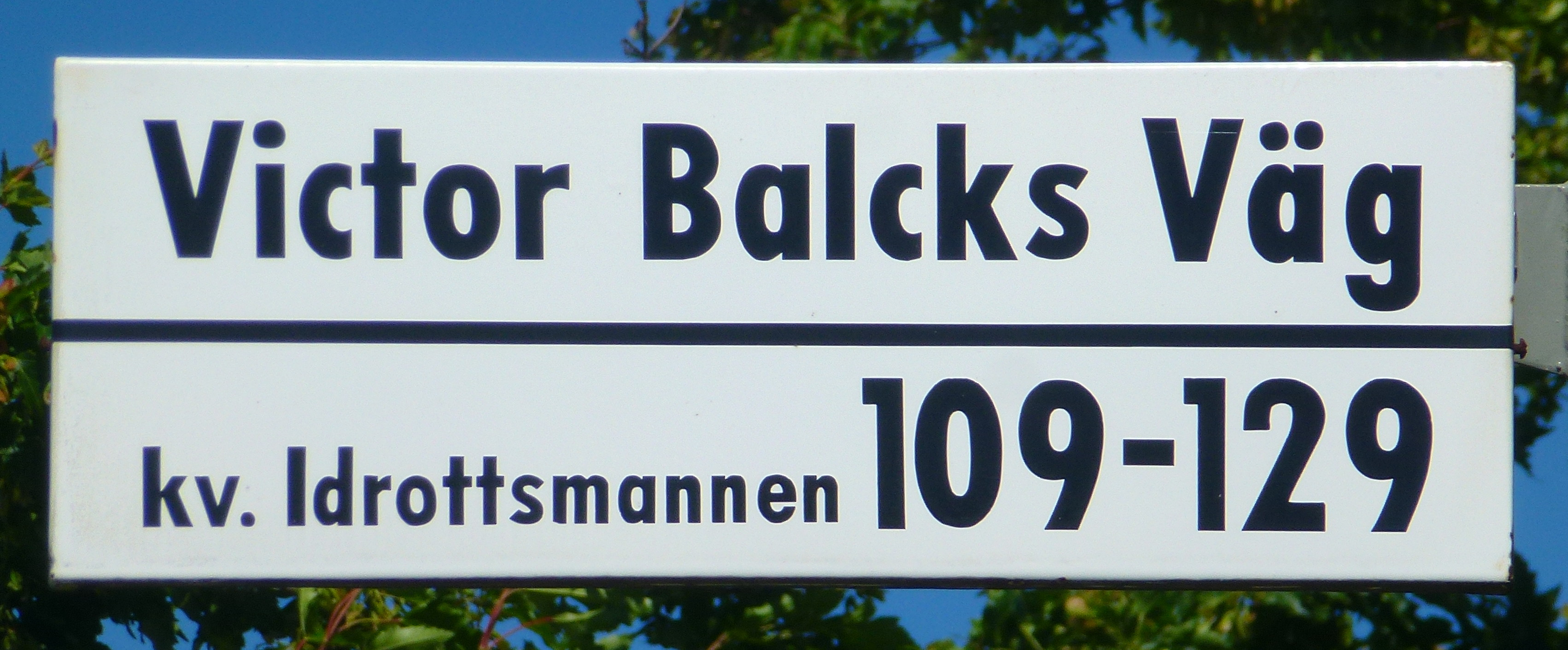
Vägskylten.

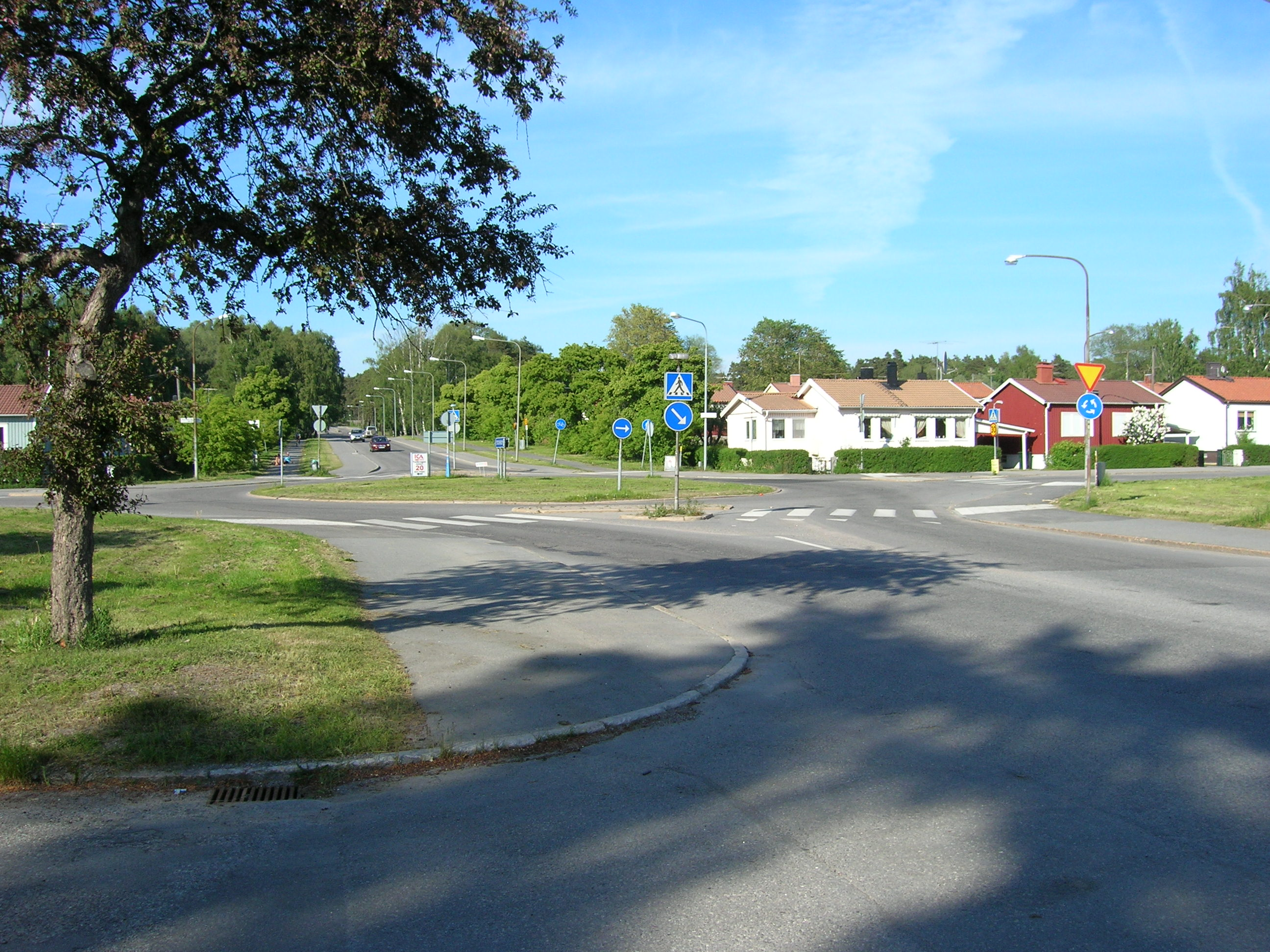
Korsningen Lingvägen/Victor Balcks väg.

Victor Balcks väg anlades 1933–1934 och är en av två centrala vägar som går genom det så kallade olympiaområdet i Tallkrogen. Den andra vägen är Lingvägen, uppkallad efter Pehr Henrik Ling, som kallas den ”svenska gymnastikens fader”. 
Victor Balcks väg är huvudstråket som sträcker sig från Tallkrogsplan i norr till Gubbängsvägen i söder. Vid Tallkrogsplan finns Tallkrogens tunnelbanestation som invigdes den 1 oktober 1950. Innan dess fanns bussförbindelse med linje 75 från korsningen Lingvägen/Victor Balcks väg till Skanstull. 
Vid norra änden av Victor Balcks väg (vid dagens tunnelbanestation) planerades på 1930-talets mitt en mindre centrumanläggning. Här ligger kvarteren Gymnasten 1 och Poängen 1 som bebyggdes med butikslokaler för kött, chark, mjölk och bröd. Butikerna i Poängen 1 ersattes 2008 av ett bostadshus medan ursprungshuset i Gymnasten 1 finns kvar. Det uppfördes åren 1934–1936 av  Kooperativa förbundet med KFAI:s chefsarkitekt Eskil Sundahl som ansvarig.